# 阿尔伯塔斯广场

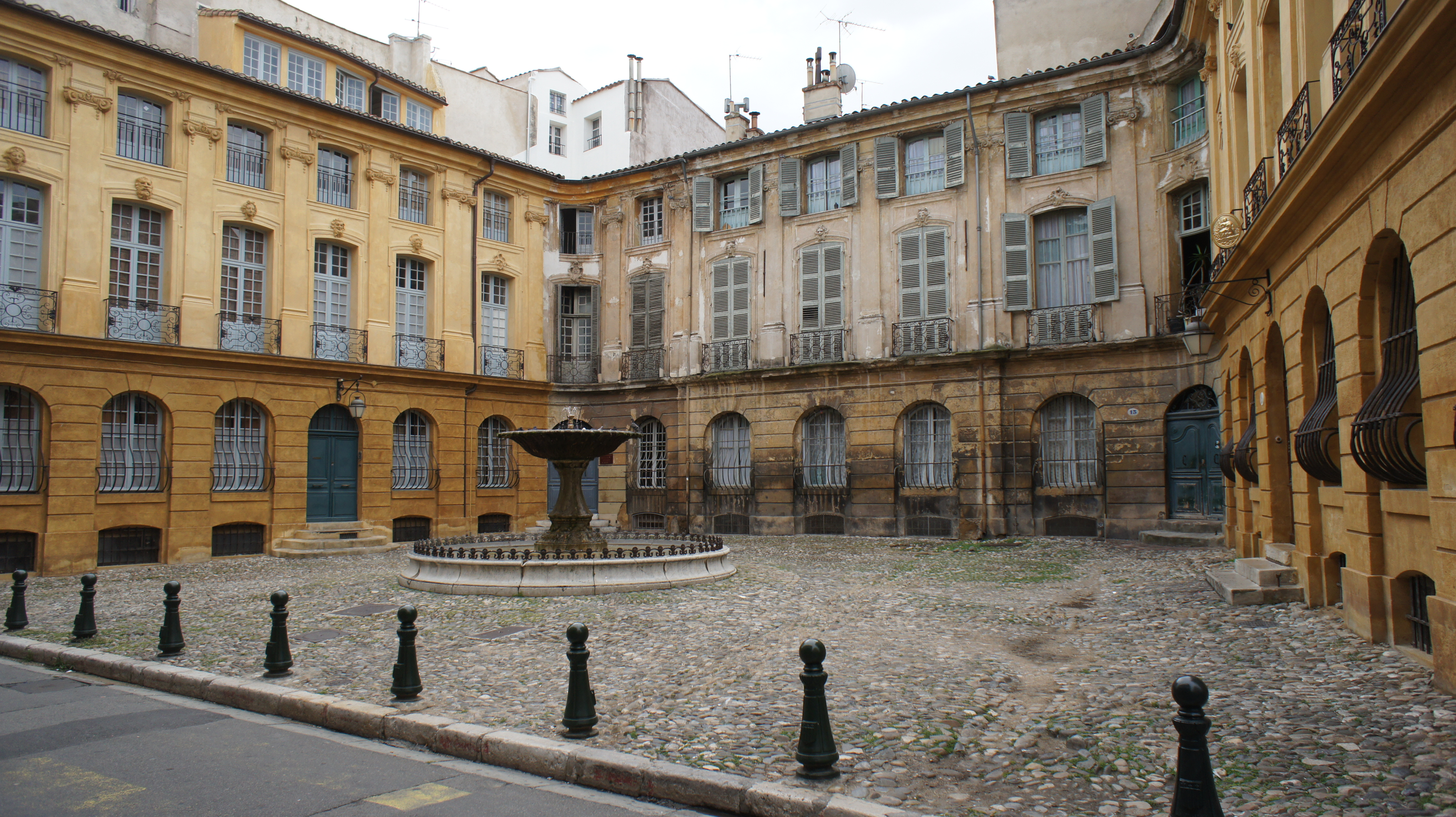

阿尔伯塔斯广场（Place d'Albertas）是法国普罗旺斯地区艾克斯市中心的一个广场，毗邻西班牙街（rue Espariat），面对奥德街（rue Aude）。

## 历史
艾克斯高等法院的检察总长让·阿加尔在阿尔伯塔斯广场拥有一栋16世纪的房屋，由马赛的保尔家族购得，然后将其转售给18世纪普罗旺斯地区艾克斯最大家族之一的阿尔伯塔斯家族，起源于意大利的阿尔巴，自14世纪起定居在阿普特地区。
1724年，国王的顾问和普罗旺斯审计法院第一任院长亨利·雷诺·阿尔伯塔斯侯爵（于1674年5月22日出生于普罗旺斯地区艾克斯，24日在圣马达肋纳堂（église Sainte-Madeleine）受洗，1746年1月28日死于热姆诺斯，30日葬于热姆诺斯教堂），责成城市建筑师洛朗·瓦隆重建他的宅邸。从1735年到1741年，他又买下前面的房屋，将其拆除，腾出一片空间。1745年-1746年，他的儿子让-巴蒂斯塔·阿尔伯塔斯设计了一个优雅的小广场，类似巴黎皇家广场的风格。这时负责的是新一任城市建筑师，洛朗的儿子乔治·瓦隆。广场周围有四座外观统一的小型宅邸，装饰有同样的窗户和铁艺阳台。铁艺阳台上出现阴茎装饰，证明了该场所存在妓院。
1862年，在广场的中心建了一个喷泉。1912年，添加了由法国国立高等工程技术学校普罗旺斯地区艾克斯校区学生制作的金属装饰。
2000年7月21日，阿尔伯塔斯广场的建筑立面和屋顶，以及广场的喷泉和地面，均列为法国历史遗迹。

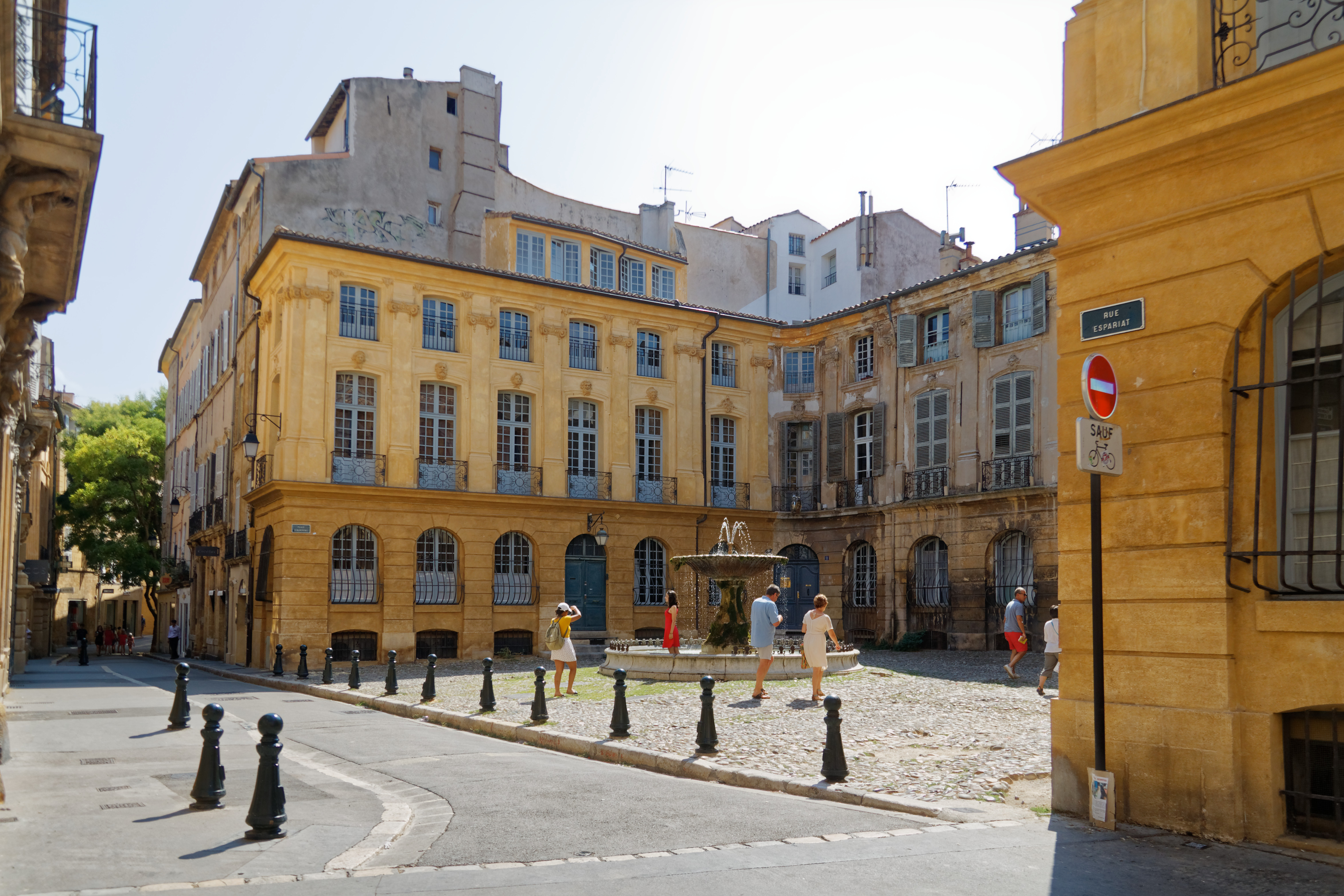
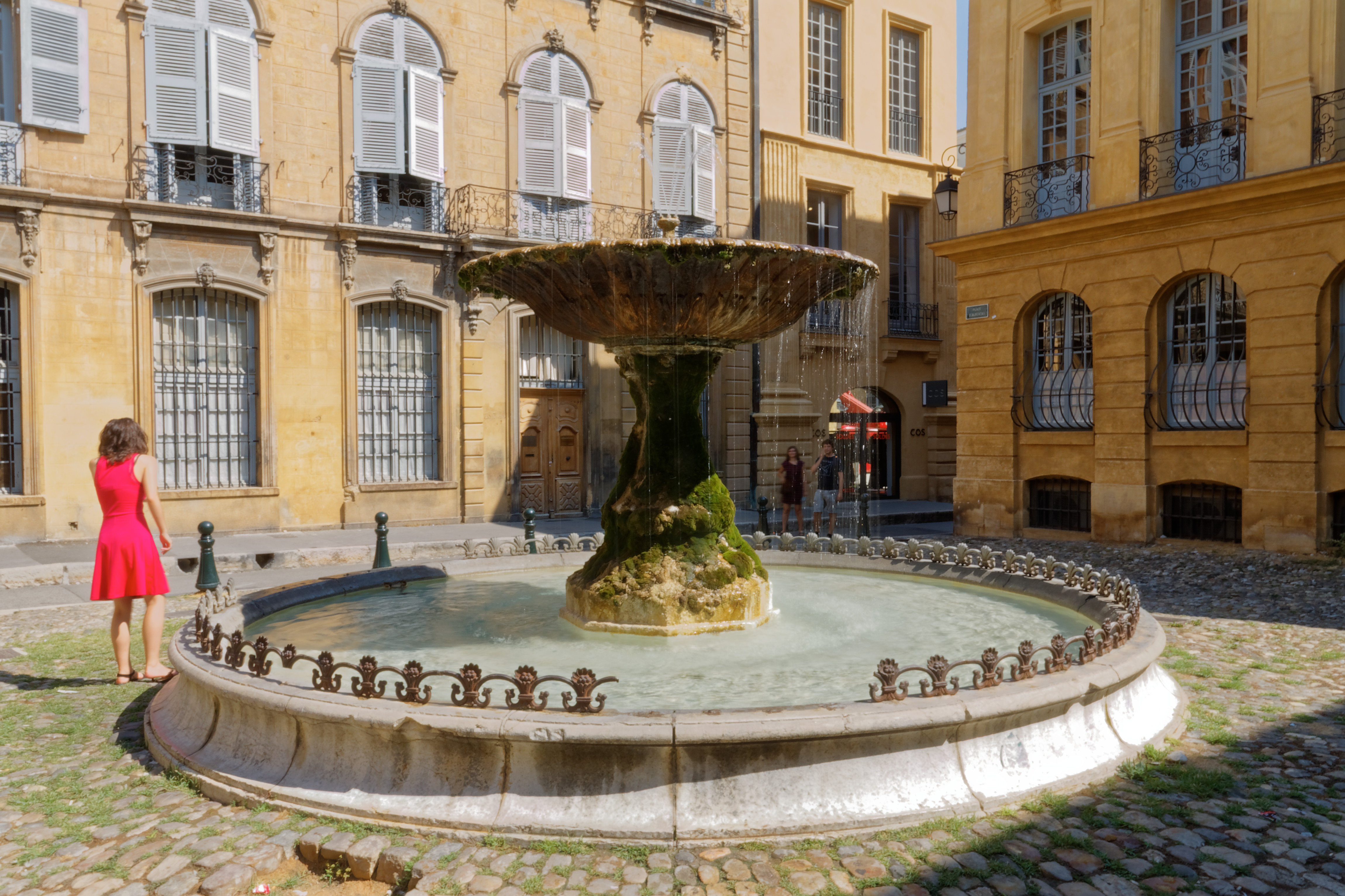
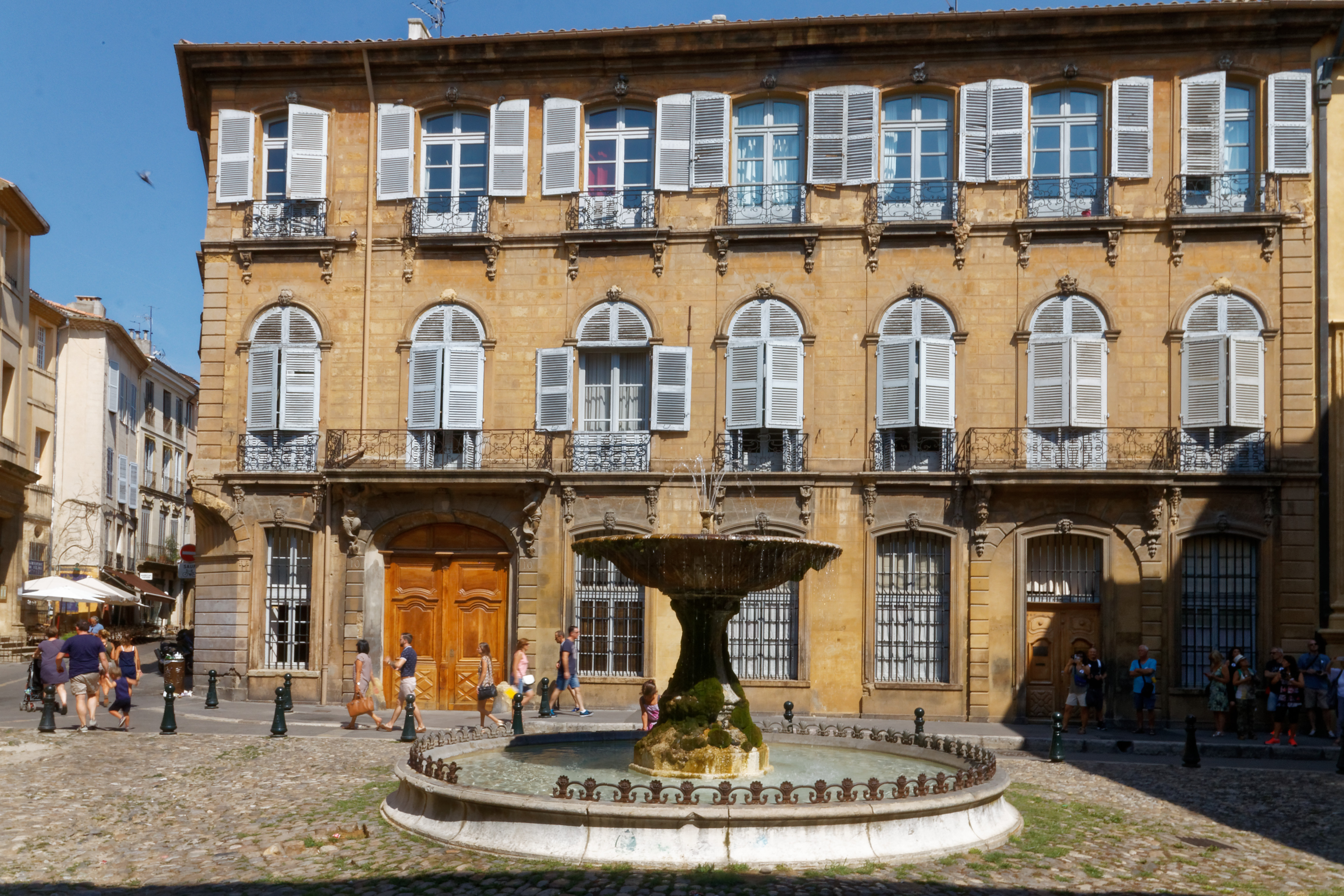